# إيروين (نيويورك)
إيروين (بالإنجليزية: Erwin, New York) هي بلدة أمريكية تقع في الولايات المتحدة في مقاطعة ستوبين، نيويورك. يقدر عدد سكانها بـ 8,037 نسمة ومساحتها 101.4 كم2 و وترتفع عن سطح البحر 310 متر.